# T (роман)
«t» — девятый роман Виктора Пелевина, впервые изданный в октябре 2009 года тиражом в 150 100 экземпляров.

## Общие сведения
Роман повествует о пути мастера боевых искусств графа Т. (отсылка ко Льву Толстому), который бежал из своего дома от царской охранки и с неведомой ему целью пробирается в Оптину Пустынь, которая в контексте данного романа обретает черты не знаменитой обители православия, а то ли некой Шамбалы, то ли непонятного места духовного просветления, существующего в реальном мире. Потом «оптина» превращается в соловьёвскую, и тут уже всё становится ещё более непонятным и запутанным. По дороге в Оптину пустынь граф Т. встречает каббалистическое существо Ариэля. Ариэль вместе с ещё четырьмя литературными неграми сами придумывают и пишут рассказ о графе Т., о чём Ариэль и рассказывает графу. Однако Т. не очень нравится быть в подчинении у каких-то пятерых сомнительных типов. А потому он пытается перехватить у них инициативу и самому стать автором. Это и есть главная интрига книги — отношения автора с собственными персонажами и роль читателя во всем этом.
Роман вошёл в короткий список конкурса национальной литературной премии «Большая книга» 2010 года и занял в итоге третье место, а в народном голосовании — первое место.

## Герои
- Граф Т. — главный герой романа, этакий Джеймс Бонд XIX века, выпрыгивает из поезда на полном ходу, лихо скачет на лошади, метко кидает ножи и стреляет вслепую, регулярно получает из Ясной Поляны оружие и спецсредства. Всё это на фоне непрекращающихся рефлексий, сомнений и вечных вопросов. Он обладает различными уникальными способностями, неким видом секретного единоборства «незнас», которое заключается в том, чтобы не противодействовать злу насилием[6].
- Ариэль — каббалистическое существо, которое утверждает, что создало мир и самого графа Т. Со слов Ариэля, граф T. есть литературный герой произведения, которое пишется самим Ариэлем. Ариэль и его коллеги — обычные PR-маркетологи, и всё, что происходит с графом, это их труд, заказанный кем-то свыше[2].
- Ф. М. Достоевский — друг Графа Т., цель его жизни — высасывать ману из мертвяков. Достоевский — главный герой 3D-шутера «Петербург Достоевского», а встреча с Графом Т в этой игре — «босс-файт второго уровня»[1].
- Владимир Соловьёв, несколько монахов и игуменов, обер-прокурор Синода Победоносцев, князья и княгини, цыгане, жандармы, следователи тайной полиции, Аксинья, говорящая лошадь, молодой Чапаев и юная Анка.

## Тематика
Религиозная тематика романа обретает черты адогматичности и атеизма. В романе Бог превращается в кошку, даны ссылки на некие древнеегипетские трактаты, утверждение, что религию придумали для евреев египтяне, потом появляются греческие мифологические река Стикс и чудовище Цербер. Всё это на фоне «мягкого прессинга» реалиями сегодняшнего момента и ссылками к предыдущим произведениям (замёрзший Стикс, Цербер и граф Толстой упоминаются в романе «Чапаев и Пустота», отсылкой к которому являются также молодой Чапаев и, вероятно, его будущая лошадь). Захватившая автора идея о переходе реальной власти в стране от бандитов к ФСБ («ДПП (NN)») служит стартовой точкой для гиперреалистичности получающейся в итоге сюжетной линии: «то поднимаем духовность, то кланяемся силовой башне, то всё сворачиваем и строгаем шутер — что угодно, лишь бы отбить кредит». Произведение приводит к пониманию того, что всё — пустота и тщетность. Автор творит читателя, читатель творит автора — шарада для ума.